# Thermalbad Wiesenbad (Ortsteil)
Wiesenbad ist ein Gemeindeteil der sächsischen Gemeinde Thermalbad Wiesenbad im Erzgebirgskreis.

## Geografie

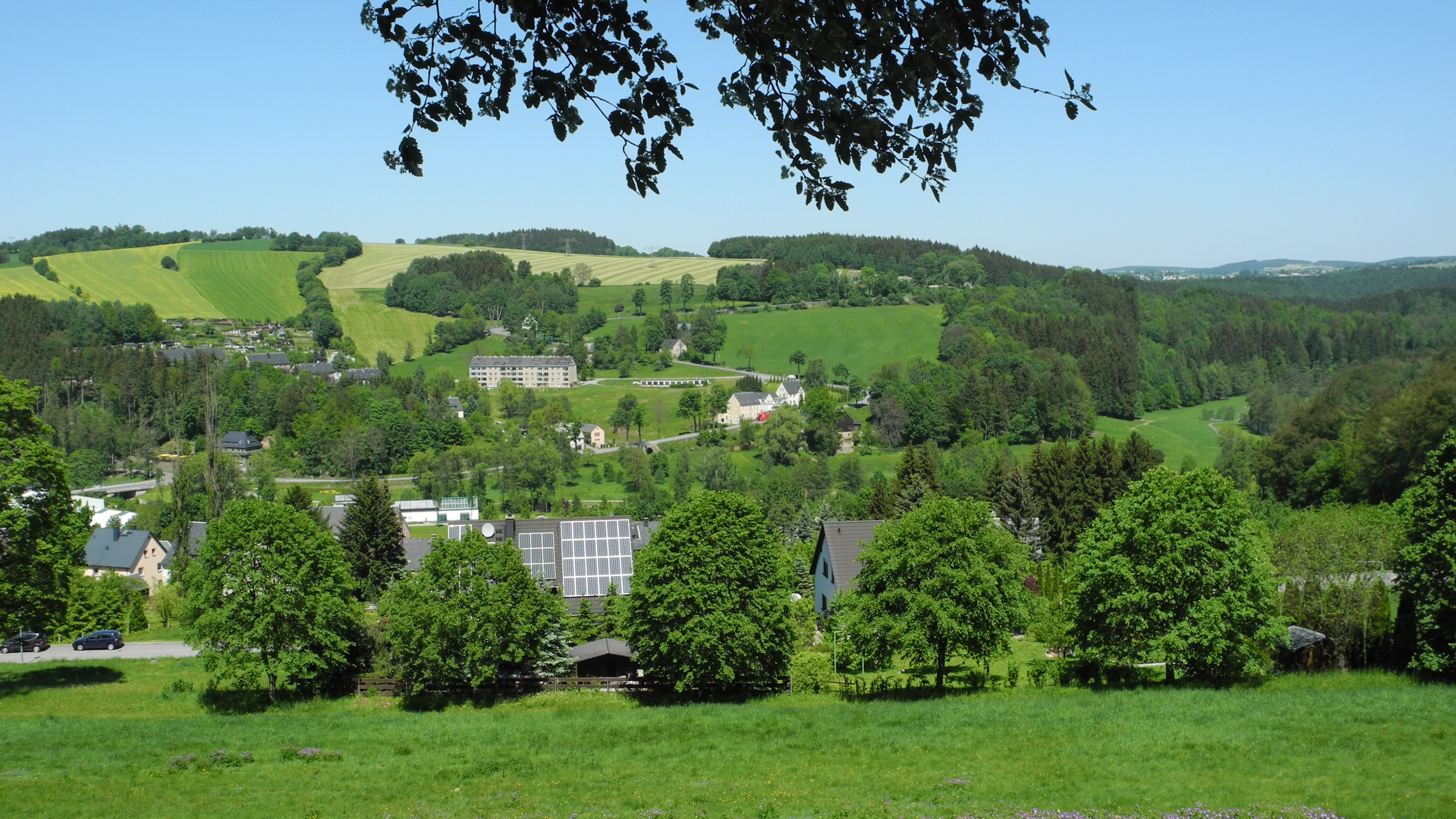
Blick über einen Teil von Wiesenbad nach Norden

Wiesenbad liegt etwa 5 Kilometer nordöstlich von Annaberg-Buchholz im Erzgebirge. Die Ansiedlung liegt beiderseits der hier in West-Ost-Richtung verlaufenden Zschopau. Durch die Ortslage verläuft die Bundesstraße 101 Freiberg–Annaberg-Buchholz.
Nachbarorte von Wiesenbad sind Falkenbach im Norden, Himmelmühle und Streckewalde im Nordosten, Mauersberg, Mildenau und Plattenthal im Südosten, Geyersdorf im Süden, Annaberg und Wiesa im Südwesten, Schönfeld im Westen sowie Neundorf im Nordwesten.

## Geschichte

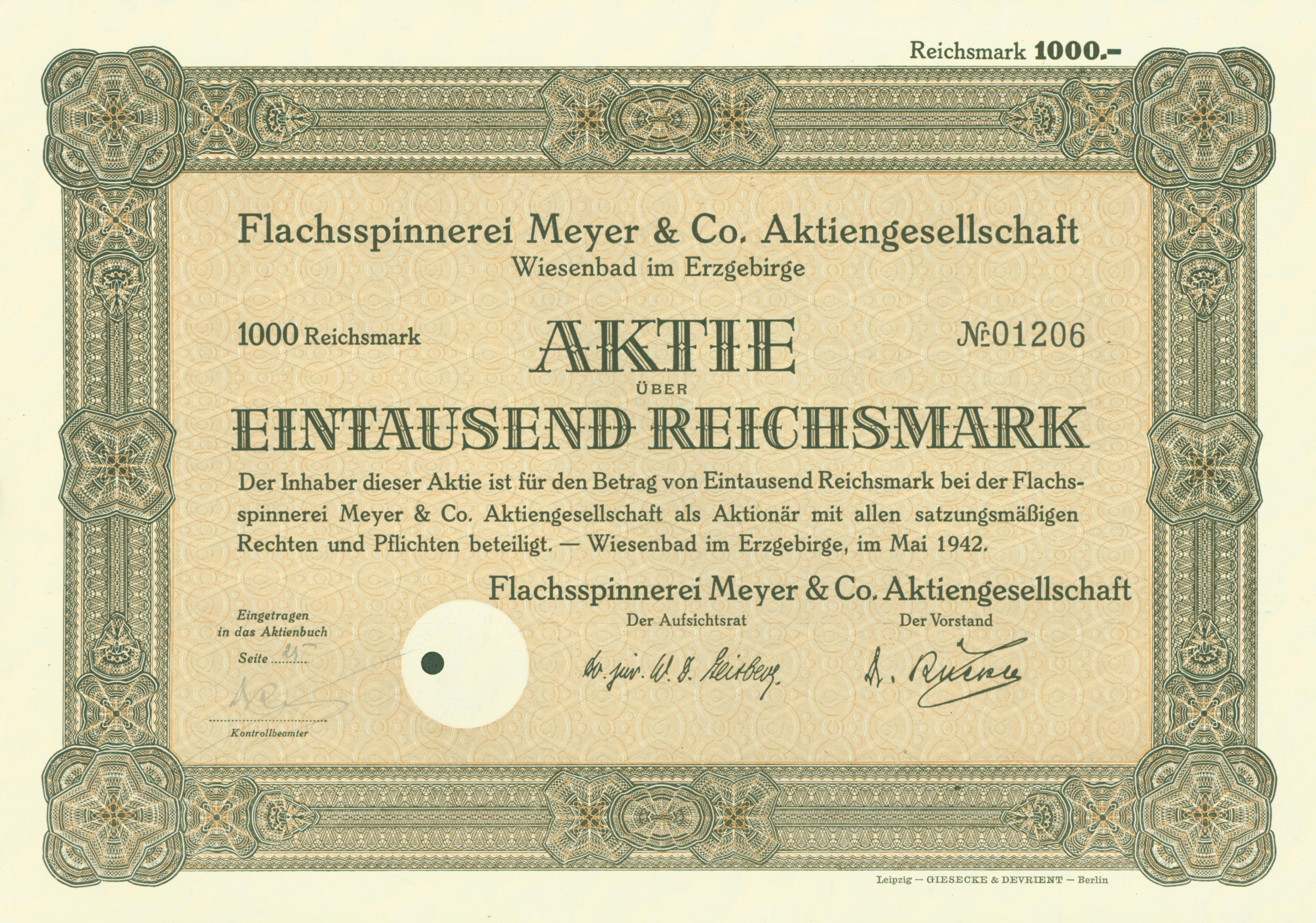
Aktie der Flachsspinnerei Meyer & Co. AG vom Mai 1942

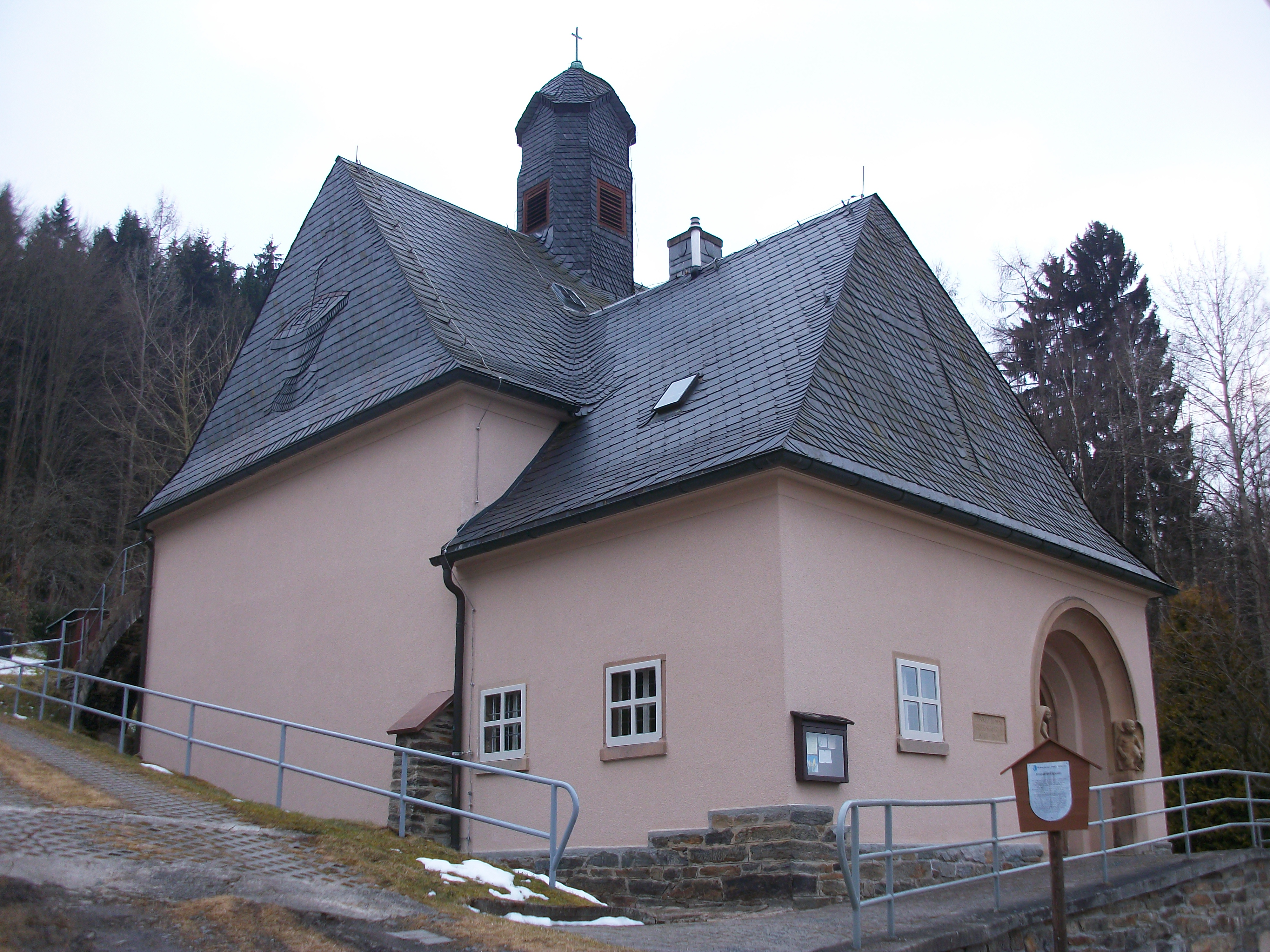
Friedenskapelle Wiesenbad

Das erste Gebäude am Ort entstand 1474 mit der Hochherrschaftlichen Mühle des Ritters zu Wiesa. Der ursprüngliche Weiler Wiesenbad entstand um eine zur Wende ins 16. Jahrhundert entdeckte warme Quelle am rechten Ufer der Zschopau. Bis 1856 gehörte er zum Amt Wolkenstein.
1859 ließ Jacob Bernhard Eisenstuck eine Flachsspinnerei („Aktienspinnerei Wiesenbad“) im Ort errichten, welche 1877 an die Firma Meyer & Co. AG überging.
Mit Eröffnung der Station „Wiesenbad“ am 1. Februar 1866 erhielt der Ort Eisenbahnanschluss an der Strecke Annaberg-Buchholz unt Bf–Flöha.
1914/15 ließ der damalige Miteigentümer der Flachsspinnerei, Georg Polemann, auf einem eigenen Grundstück sowie eigene Kosten die sogenannte „Friedenskapelle“ erbauen. Am 13. Juli 1919 wurde sie zur Kirche geweiht. Das Gebäude gehört damit nicht der Kirchengemeinde, sondern noch heute den Erben des Stifters. Der Bau besitzt eine nicht mehr bespielbare Orgel auf dem Dachboden und das heute genutzte Orgelpositiv. 1942 wurde das dreistimmige Geläut zu Kriegszwecken abgenommen, 2005 wurde ein neues, zweistimmiges Geläut angeschafft. 1994 wurde das Dach neu eingedeckt, im Jahr 2000 erhielt der Bau einen Flügelaltar. Im Zuge von Renovierungsarbeiten 2005/06 wurde die ursprüngliche Ausmalung im Jugendstil wiederentdeckt und weitestgehend restauriert.
Zum 1. Januar 1956 wurde aus der von Wiesa ausgegliederten Ortschaft Wiesenbad, den von Falkenbach ausgegliederten Siedlungen Himmelmühle und Hinterfalkenbach sowie der Siedlung Plattenthal die Gemeinde Thermalbad Wiesenbad – nicht zu verwechseln mit der heutigen Gemeinde – aus der Taufe gehoben. 1964 zählte die Gemeinde Thermalbad Wiesenbad 1445 und im Jahre 1990 1020 Einwohner.
1997 erhielt Wiesenbad die staatliche Anerkennung als Erholungsort, am 21. April 1999 erfolgte die Prädikatisierung als „Ort mit Heilquellenbetrieb“. Am 1. Januar 1999 erfolgte der Zusammenschluss der bis dahin eigenständigen Gemeinden Neundorf, Schönfeld, Wiesa und Thermalbad Wiesenbad zur neuen Gemeinde Wiesa.
1999/2000 begannen Abbruch- und Erschließungsarbeiten in der Ortsmitte auf dem Gelände der ehemaligen Flachsspinnerei zum Zwecke der Errichtung eines neuen Kurparkes und Entwicklung eines neuen Ortskerns.
Am 1. Januar 2005 erfolgte die Umbenennung der Gemeinde in Thermalbad Wiesenbad.

### Geschichte des Thermalbades

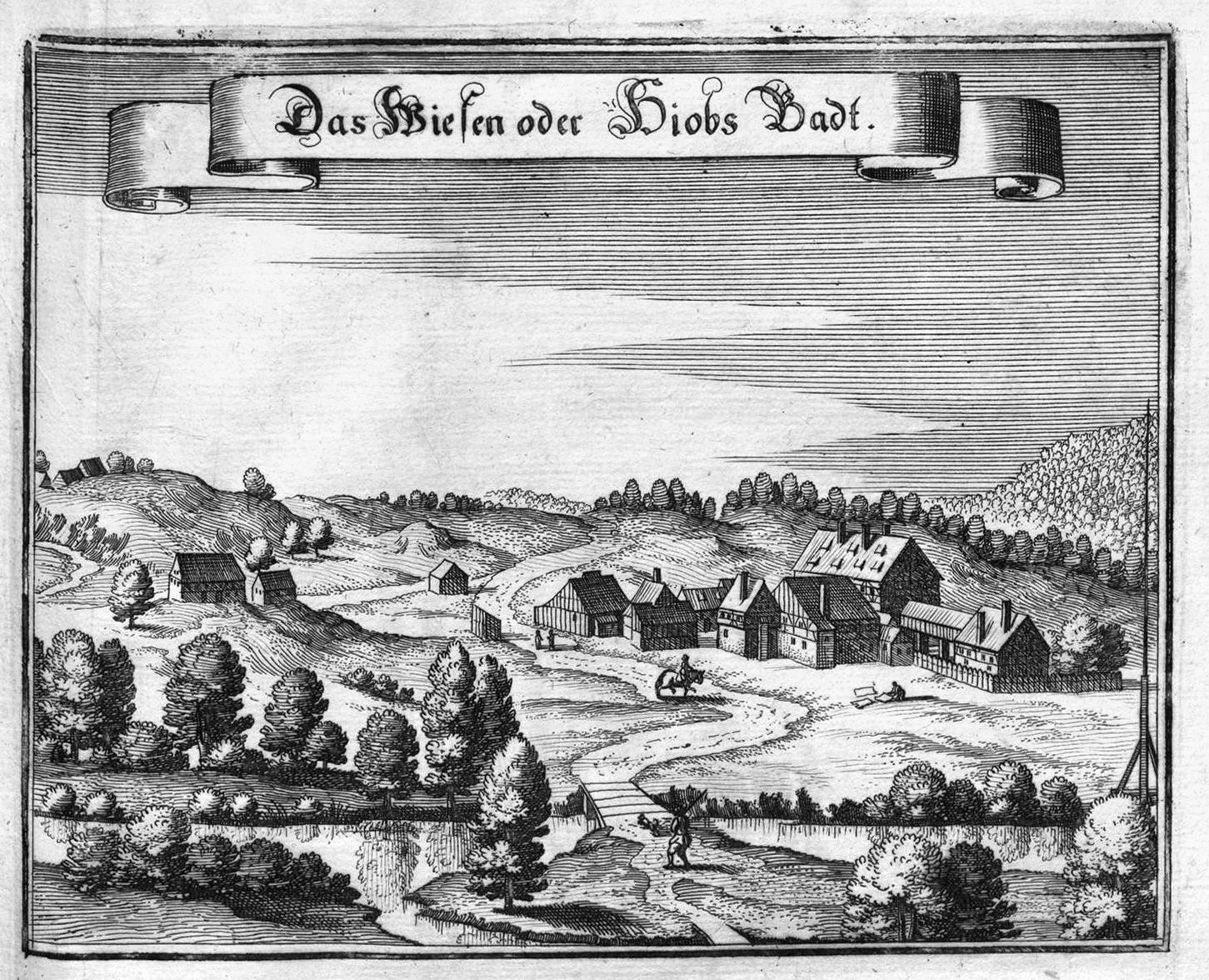
Das Wiesen oder Hiobs Badt nach Matthäus Merian um 1650

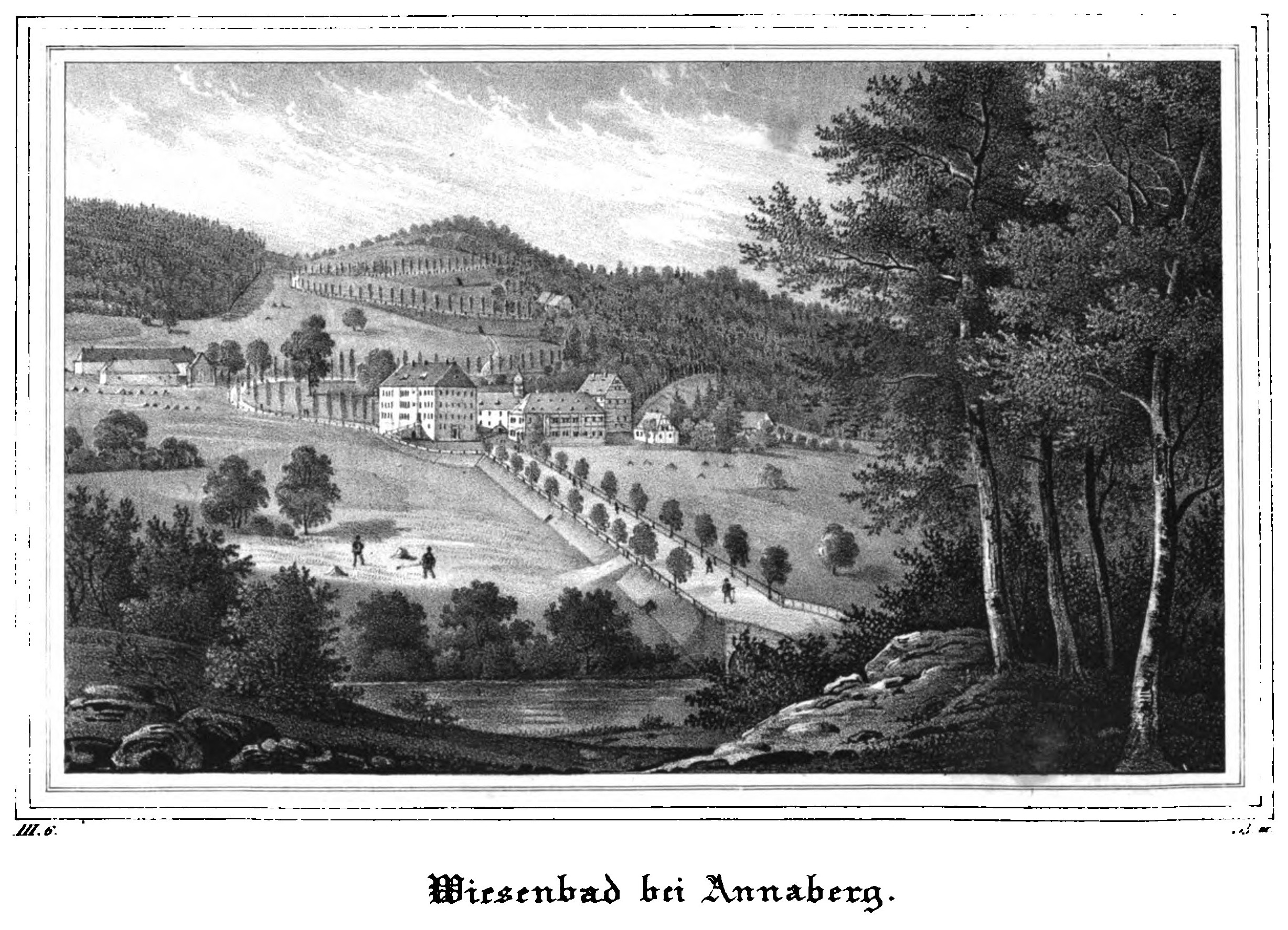
Lithographie des Bades (1837)

Über die zur Wende ins 16. Jahrhundert entdeckte warme Quelle am rechten Ufer der Zschopau sowie das wenig später erbaute Bad berichtet der Chronist Christian Lehmann in seinem Historischen Schauplatz u. a. folgendes:

„Es soll durch einen armen Mann / […] seyn erfunden worden. Und weil sonderlich nach St. Annabergs Erbauung auch andere preßhaffte Leute sich darbey eingefunden / hat Anno 1501. Hanß Friedrich / ein reicher Fundgrübner und Bergherr von Geyer / welcher damahls das Rittergut zur Wiesen besessen / den Brunnen viereckigt einfassen / ein besonder Badehauß 60 Schuch lang und 14 breit zum ersten aufrichten / zum Gebrauch der Badegäste das Wasser erstlich in einer Pfannen wärmen / und darzu eine kleine Capell mit St. Jobs Bild bauen lassen / welche der Bischoff zu Meissen Anno 1505. […] eingeweihet. Davon der Ort St Jobs-Bad genennt worden. Nachdem aber die Churfürstl. Fr. Wittbe Sophia für sich ein Fürstlich Hauß und Bad Anno 1602 darzu erbauen lassen / hat mans hernach auch Sophien-Bad genennt.“

1576 verfasste Johann Göbel (Gobelius), Leibarzt des Kurfürsten von Sachsen, mit dem Werk „Diagraphia Thermalium aquarum in Misna apud Hermundures sitarum prope Annaebergum“ eine erste Beschreibung des Bades. 1609 wurde diese von Dr. Martin Pansa, dem Physikus der Stadt Annaberg, ins Deutsche übersetzt.
Ende des 17. Jahrhunderts ließ Adam Friedrich von Schönberg auf Wiesa, Wingendorf etc. sämtliche Gebäude bis auf das 1602 errichtete Fürstenhaus abreißen und neu bauen.
1827 wurde auf dem Kurareal ein Hotel, das heutige Kurhaus, errichtet. Am 6. September 1854 vernichtete ein Brand Bade- und Gasthaus. Das Badehaus wurde 1857 neu errichtet, auf den Grundmauern des Gasthauses entstand die heutige Wandelhalle. 1863 wechselten die Badanlagen in den Besitz der Familie Hohl aus Annaberg und wurden damit vom Rittergut Wiesa separiert. 1896 erwarb die Firma Meyer & Co. AG die Anlagen, modernisierte die Kurinfrastruktur und veranlasste neue Bohrungen. Am 1. Juli 1899 wurde der nahe der Kuranlagen gelegene Aussichtsturm geweiht. Im Verlauf geologischer Erkundungen in den Jahren 1919–21 wurden im Kurgelände neue Quellen entdeckt. Dabei wirkte auch Otto Edler von Graeve mit, welcher im Mai 1920 im Auftrag der Firma Meyer und Co. – angeblich mittels seiner Wünschelrute – durch eine Bohrung des Ingenieurs Röttinger aus Halle ein Thermalwasser fand, das zum Zeitpunkt seiner Erschließung mit 25 °C 5,2 m über Tage ausfloss und eine Ergiebigkeit von 210 Liter pro Minute hatte. Diese Quelle wurde unmittelbar danach in einem gemauerten Brunnen gefasst. Das Wasser der 1921 erschlossenen Georgsquelle deckt bis heute den Bedarf an Thermalwasser. Darüber hinaus wurden 1921–1922 Renovierungen und Umbauarbeiten an der Kurinfrastruktur vorgenommen, das Charlottenhaus (heute Paracelsus-Haus) wurde als modernes Kurhaus seiner Bestimmung übergeben.
Während des Zweiten Weltkriegs dienten die Kuranlagen als Lazarett. Von 1945 bis 1951 nutzte man die Gebäude als Notunterkünfte für Flüchtlingsfamilien sowie als Ledigenwohnheim. Zum 1. Juli 1951 wurde die Sozialversicherung des FDGB Rechtsträger. In der Folgezeit gelang es durch umfangreiche Reparaturen und Rekonstruktionen die Bausubstanz der Kureinrichtung zu erhalten. Eine Denkschrift, welche den gegenwärtigen Zustand der Kureinrichtung sowie Möglichkeiten einer Wiederaufnahme des Kurbetriebes zum Inhalt hatte, wurde 1952/53 der DDR-Regierung übersandt. 1953 wurden daraufhin von der Staatsführung die notwendigen finanziellen Mittel für eine Werterhaltung der Kurinfrastruktur bewilligt. So erfolgte 1954–55 ein komplexer Umbau der Anlagen, wofür ca. 3 Millionen Mark zur Verfügung standen. 1955 erfolgte schließlich die Wiedereröffnung des Sanatoriums. Mit 677 Kuren pro Jahr war die Einrichtung das seinerzeit einzige Thermalbad in der DDR.
1982 erhielt die Kureinrichtung die amtliche Einstufung als „Kliniksanatorium“. Infolge der politischen Wende 1990 wurde 1992 die „Gesellschaft für Kur- und Rehabilitation mbH“ als Träger der Kuranlagen gegründet. Alleiniger Gesellschafter ist von Beginn an die Kommune. Es begannen komplexe Sanierungen und Erweiterungen der bestehenden Infrastruktur, der Investitionsaufwand hierfür belief sich auf ca. 90 Millionen DM. 1995 erfolgte die Eröffnung der Therme „Miriquidi“, die auch der Öffentlichkeit zur Verfügung steht. Ende des Jahres 1998 erfolgte die staatliche Anerkennung der Goergsquelle als „Heilquelle für Trink- und Badekuren“.
Das Heilwasser tritt mit einer Temperatur von 26 °C zu Tage, ist fluorid- und kohlensäurehaltig und dient heute der Behandlung von Erkrankungen des Haltungs- und Bewegungsapparates.